# Busa di Canosa di Puglia
Paulina Busa (... – III secolo a.C.) è stata una nobile romana di Canosa di Puglia.

## Biografia
Nella battaglia di Canne del 216 a.C., i romani subirono una terribile sconfitta ad opera dei cartaginesi condotti da Annibale: secondo Tito Livio, comportò l'uccisione di oltre 55.000 soldati romani.
Circa 10.000 uomini, in tempi diversi, riuscirono però a fuggire, percorrendo di notte strade secondarie; i fuggitivi arrivarono a Canosa in condizioni critiche, senza cibo, senza vestiti, senza cure e senza armi.
Busa venne loro in soccorso, e fornì a questi soldati il necessario ospitandoli in casa sua. Si fece assistere da medici e si prese cura dei feriti.

## Nella cultura successiva
Giovanni Boccaccio la cita nel suo libro sulle donne illustri "De mulieribus claris".
Viene considerata, come si apprende da una citazione orale e scritta più volte menzionata nei vari pubblici interventi della già Presidente Regionale CRI Puglia  (  gennaio 2013- aprile 2016 ) prof.ssa Santa Fizzarotti Selvaggi,  studiosa della materia,  una anticipatrice della Croce Rossa duemila anni prima della battaglia di Solferino e San Martino. La studiosa sottolinea, insieme ad altri esperti, come la Puglia sia stata anche la terra di origine in linea paterna di Ferdinando Palasciano, grande precursore della Croce Rossa.
A Canosa di Puglia è ancora presente un rudere di un'abitazione romana in pieno centro cittadino, che secondo la tradizione corrisponderebbe all'abitazione di Busa.